# Eilema muscula
Eilema muscula is een vlinder uit de familie van de spinneruilen (Erebidae), onderfamilie beervlinders (Arctiinae). De wetenschappelijke naam van de 
soort is voor het eerst geldig gepubliceerd in 1899 door Staudinger.
Deze nachtvlinder komt voor in Europa.